# NGC 894
NGC 894 é uma nuvem estelar localizada em um dos braços da galáxia NGC 895, direcção da constelação de Cetus. Possui uma declinação de -05° 30' 35" e uma ascensão recta de 2 horas, 21 minutos e 34,5 segundos. Foi descoberta em 28 de Novembro de 1856 por William Parsons.